# Vino di zucca
Vino di zucca (Ｔｈｅ♥かぼちゃワイン?, The ♥ Kabocha Wain) è un manga shōnen scritto e disegnato da Mitsuru Miura, pubblicato in Giappone sulla rivista Weekly Shōnen Magazine di Kōdansha dal 1981 al 1984. Nel 1983 l'opera ha vinto il Kodansha Manga Award nella categoria shōnen. In Italia viene pubblicato da Toshokan a partire dal 17 maggio 2023.
Dal manga è stato tratto un anime di 95 episodi più uno special, intitolato in Italia Sunshine College, prodotto da Toei Animation e andato in onda in Giappone su TV Asahi tra il luglio 1982 e l'agosto 1984; in Italia è stato trasmesso su Italia 7 dal 13 agosto 1993. Dalla serie sono stati tratti il film animato Nita no aijō monogatari nel luglio 1984 e il film live-action Another nell'ottobre 2007.
Tra il 2006 e il 2009 il manga è proseguito per alcuni capitoli sotto il titolo The Kabocha Wine - sequel (The かぼちゃワイン sequel?) (un solo volume) e The Kabocha Wine - Another (The♥かぼちゃワインAnother?) (altri sei volumi).

## Trama
Un ragazzo basso e irriverente di nome Shunsuke Aoba abita in un negozio di biancheria intima femminile, gestito dalla madre, e si ritrova quindi suo malgrado sempre circondato da donne. Stanco della sua situazione, decide di cambiare ambiente per diventare "un vero uomo" e si iscrive alla Sunshine High School, una scuola esclusivamente maschile con annesso dormitorio. Appena trasferitosi è entusiasta del dormitorio spartano e dall'assenza di donne ma scopre che la scuola, per modernizzarsi, ha aperto le iscrizioni alle ragazze, diventando quindi una scuola mista. Il primo giorno incontra una ragazza molto alta, carina e formosa di nome Natsumi Asaoka (o semplicemente "Elle"), che si prende subito una cotta per il ragazzo. All'inizio Shunsuke evita la ragazza, sia perché troppo alta sia perché non vuole avere distrazioni. Tuttavia, Shunsuke inizia ad apprezzare Natsumi, e così inizia la storia romantica della coppia Shunsuke e Natsumi, soprannominata S (lui, da small, piccolo) e L (lei, da large, grande).

## Personaggi principali

Natsumi (Lory) e Shunsuke (Sanyo)

Shunsuke Aoba (青葉 春助?, Aoba Shunsuke, in Italia Sanyo Aoba / Alex Fox)
Doppiato da: Toshio Furukawa (ed. giapponese), Massimo Corizza (ep. 1-39) e Luigi Rosa (ep. 40+) (ed. italiana)
Protagonista maschile della serie e interesse amoroso di Natsumi, è uno studente liceale del 2º anno (all'inizio della storia) e un membro della squadra di tifoseria alla Sunshine High School. Vive nel dormitorio maschile della scuola. Nonostante la sua bassa statura (1,40 m), è bravo nei combattimenti ed è così resistente che non si scompone nemmeno quando viene sconfitto. Allo stesso tempo, è molto impacciato nei rapporti con le ragazze. Generalmente scortese, orgoglioso, testardo e spericolato, Shunsuke è tuttavia un ragazzo di buon cuore, forte e coraggioso. Inoltre, si preoccupa per Natsumi più di quanto voglia ammettere. Si autodefinisce indifferente alle donne e ha una personalità competitiva e testarda, quindi, nonostante sia segretamente attratto da Natsumi, di solito la tratta con freddezza. A causa di un trauma infantile, ha paura dei cani e odia le cipolle. Non disdegna la lotta, al punto che si è scontrato con il suo capo dormitorio Monta Akai, il professore di matematica Muscolo (noto per il suo caratteraccio) e il cane domestico Nitaro. Shunsuke è anche amante della buona tavola, avendo l'abitudine di mangiare cose deliziose velocemente. È nato a Harajuku, nel quartiere di Shibuya. Sua madre gestisce un negozio di biancheria intima femminile, quindi ha un complesso riguardo la sua personalità (soprattutto nella versione anime). Incontra Natsumi la mattina del suo primo arrivo alla Sunshine High School e rimane sopraffatto dalla sua figura grande, bella e materna. Anche se la trova fastidiosa, nel profondo ne è attratto. Sia nel manga che nella versione anime è disgustato dal fatto di essere circondato da ragazze fin da quando era bambino e si è trasferito alla scuola maschile, la Sunshine High School, ma è deluso quando sente da Natsumi che la Shunshine Hight School è diventata una scuola mista, permettendo l'accesso anche alle studentesse. Shunsuke si vergogna anche dell'attività di famiglia, al punto che odia persino parlarne. Ogni volta che gli viene chiesto di aiutare, finisce quasi sempre per commettere un errore enorme, cosa che gli è valsa una pessima reputazione tra le clienti, e il 100% dei reclami che riceve sono diretti a Shunsuke. Nella prima stagione dell'anime, è solito mettersi in pose assurde, pronunciando la parola "supermegafantasuper!". Il suo compleanno è il 7 luglio nel manga originale e il 18 agosto nell'anime. Shunsuke è basato su Mitsuru Miura da giovane, che ammirava le ragazze alte.
Natsumi Asaoka (朝丘 夏美?, Asaoka Natsumi, in Italia Lory Asaoka / Lisa Spencer)
Doppiata da: Keiko Yokozawa (ed. giapponese), Beatrice Margiotti (ep. 1-39) e Anna Bonel (ep. 40+) (ed. italiana)
Protagonista femminile della serie e interesse amoroso di Shunsuke, è una studentessa liceale del 2º anno (all'inizio della storia) e una componente della squadra di majorette alla Sunshine High School. Vive nel dormitorio femminile della scuola. Ha la stessa età di Shunsuke, ma al contrario è più alta e più prosperosa della ragazza giapponese media. Per motivo della sua altezza (1,80 m) e del suo corpo imponente, il suo soprannome è "Elle" (「エル」?, "Eru"), che è un riferimento alla taglia L. È devota a Shunsuke, che si è trasferito nella sua scuola, e farebbe qualsiasi cosa per lui. Non le dispiace che Shunsuke le tocchi il seno o la veda nuda, ed è molto dolce, gentile, premurosa, educata, intelligente, giudiziosa, spontanea e allegra, ma può anche essere testarda e passionale quando si tratta di questioni legate a Shunsuke. Natsumi è sempre aperta riguardo al suo amore per Shunsuke, ma lui lo nega costantemente, trovandola troppo alta e appiccicosa. Molte scene mettono in mostra le qualità fisiche di Natsumi, al punto che persino Shunsuke, solitamente indifferente, è distratto dalla sua sensualità. Natsumi è considerata molto bella da molti ed è una ragazza affettuosa e di carattere equilibrato che non si arrabbia quasi mai e detesta la violenza non necessaria. Le sue capacità domestiche sono versatili, poiché è brava a cucinare, usare i ferri, rammendare e pulire. Inoltre, nella versione anime, fa amicizia con la madre di Shunsuke. È nata a Iwamizawa, di Hokkaido, dove ha vissuto fin dalla scuola elementare. Alla nascita pesava 4,5 kg e la sua famiglia è composta dai suoi genitori e dal fratello maggiore. Al contrario di Shunsuke, le piacciono i cani e ha paura della solitudine, dei serpenti e dei fulmini. Nell'anime è disegnata leggermente più magra rispetto al manga originale, tranne all'inizio. Sia nel manga originale che nell'anime, il suo compleanno è lo stesso di Shunsuke. Natsumi è in parte basata sull'attrice e modella Yoshiko Miyazaki e ha scatenato il 'boom delle ragazze alte' nei manga.

## Media

### Manga
Il manga è stato pubblicato sulla rivista Weekly Shōnen Magazine dal 1981 al 1984 e successivamente è stato raccolto in 18 tankōbon pubblicati dal 15 maggio 1981 al 14 settembre 1984 per conto di Kōdansha. Tra il 2006 e il 2009 sono usciti nuovi volumi, intitolati The Kabocha Wine - sequel (un solo volume) e The Kabocha Wine - Another (altri sei volumi).
In Italia viene pubblicato da Toshokan dal 17 maggio 2023. La traduzione dei testi è curata da Roberto Pesci, mentre il lettering è realizzato da Marco Guerra.
| Vino di zucca (18 volumi)             |                   |                        |                   |                        |
| 1                                     | 15 maggio 1981    | ISBN 4-06-172748-6     | 17 maggio 2023    | ISBN 978-88-524-0007-0 |
| 2                                     | 18 giugno 1981    | ISBN 4-06-172753-2     | 7 giugno 2023     | ISBN 978-88-524-0029-2 |
| 3                                     | 17 settembre 1981 | ISBN 4-06-172776-1     | 5 luglio 2023     | ISBN 978-88-524-0030-8 |
| 4                                     | 18 novembre 1981  | ISBN 4-06-172789-3     | 11 ottobre 2023   | ISBN 978-88-524-0051-3 |
| 5                                     | 18 gennaio 1982   | ISBN 4-06-172805-9     | 2 novembre 2023   | ISBN 978-88-524-0081-0 |
| 6                                     | 16 marzo 1982     | ISBN 4-06-172814-8     | 28 febbraio 2024  | ISBN 978-88-524-0091-9 |
| 7                                     | 16 giugno 1982    | ISBN 4-06-172834-2     | 29 maggio 2024    | ISBN 978-88-524-0293-7 |
| 8                                     | 16 luglio 1982    | ISBN 4-06-172846-6     | 26 giugno 2024    | ISBN 978-88-524-0286-9 |
| 9                                     | 15 ottobre 1982   | ISBN 4-06-172858-X     | 25 settembre 2024 | ISBN 978-88-524-0278-4 |
| 10                                    | 15 dicembre 1982  | ISBN 4-06-172868-7     | 29 gennaio 2025   | ISBN 978-88-524-0232-6 |
| 11                                    | 17 marzo 1983     | ISBN 4-06-172879-2     | 26 marzo 2025     | ISBN 978-88-524-0213-5 |
| 12                                    | 16 maggio 1983    | ISBN 4-06-172894-6     | 28 maggio 2025    | ISBN 978-88-524-0175-6 |
| 13                                    | 15 luglio 1983    | ISBN 4-06-172908-X     | 30 luglio 2025    | ISBN 978-88-524-0157-2 |
| 14                                    | 14 ottobre 1983   | ISBN 4-06-172924-1     | 2025              | ISBN 978-88-524-0158-9 |
| 15                                    | 13 gennaio 1984   | ISBN 4-06-172940-3     | —                 | —                      |
| 16                                    | 15 marzo 1984     | ISBN 4-06-172953-5     | —                 | —                      |
| 17                                    | 15 maggio 1984    | ISBN 4-06-172967-5     | —                 | —                      |
| 18                                    | 14 settembre 1984 | ISBN 4-06-172981-0     | —                 | —                      |
| The Kabocha Wine - sequel (1 volume)  |                   |                        |                   |                        |
| 1                                     | ottobre 2006      | ISBN 4-7926-0397-8     | —                 | —                      |
| The Kabocha Wine - Another (6 volumi) |                   |                        |                   |                        |
| 1                                     | 20 giugno 2007    | ISBN 978-4-253-25091-7 | —                 | —                      |
| 2                                     | 20 dicembre 2007  | ISBN 978-4-253-25092-4 | —                 | —                      |
| 3                                     | 18 aprile 2008    | ISBN 978-4-253-25093-1 | —                 | —                      |
| 4                                     | 20 agosto 2008    | ISBN 978-4-253-25094-8 | —                 | —                      |
| 5                                     | 20 gennaio 2009   | ISBN 978-4-253-25095-5 | —                 | —                      |
| 6                                     | 20 agosto 2009    | ISBN 978-4-253-25096-2 | —                 | —                      |

### Anime
L'anime, prodotto da Toei Animation, è stato trasmesso da TV Asahi tra luglio 1982 e agosto 1984 per un totale di 95 episodi. È stato raccolto prima in VHS e poi, molto tempo dopo, in DVD; quest'ultimi sono usciti in due BOX ad opera di wint il 27 settembre e il 29 novembre 2006. Il 21 marzo 2007 è stato pubblicato dalla Columbia Music Entertainment un CD contenente la musica della serie di Osamu Shouji. La sigla di apertura è L wa Lovely (Ｌはラブリー?) di Kumiko Kaori mentre quelle di chiusura sono Aoba Shunsuke the konjō (青葉春助・ザ・根性?) di Toshio Furukawa (Shunsuke) (prima parte della serie) e Pumpkin Night di Toshio Furukawa (Shunsuke) e Keiko Yokozawa (Natsumi) (seconda parte della serie).
La serie è arrivata anche in Francia su TF1 nel 1989 col titolo Mes tendres années.
In Italia è stata trasmessa con il titolo Sun College: è andata in onda in prima TV su Italia 7 dal 1993 ed è stata replicata su Europa 7, Italia 7 Gold e su altre emittenti locali (tra cui Super 3) nei primi anni '00. La versione italiana ha ricevuto due edizioni diverse, in entrambe sono presenti censure e un cambio dei nomi dei personaggi: i primi 39 episodi sono stati doppiati dalla CRC, mentre i restanti, dal 40 in poi, dallo Studio P.V. di Milano. Yamato Video ha distribuito intorno al 1994 i primi episodi in alcune VHS, poi ha interrotto la pubblicazione e non sono state distribuite altre edizioni home video.
L'edizione televisiva italiana trasmessa su Italia 7 e 7 Gold utilizzava per parte degli episodi la sigla d'apertura giapponese con annessa videosigla e titolo della serie in lingua originale, mentre in chiusura si trovava la videosigla di Pumpkin Night curiosamente accoppiata allo stesso audio della sigla di apertura. Altri episodi utilizzavano invece sia in apertura sia in chiusura un breve montaggio di scene dell'anime con un brano strumentale (nella versione in apertura erano presenti il titolo dell'anime e dell'episodio in italiano). Soltanto alcune volte nelle repliche su Europa 7, le sigle precedenti sono state sostituite dalla sigla italiana Sun College, scritta ed interpretata da Stefano Bersola con la musica di Nicolò Fragile, che presenta un arrangiamento completamente diverso dalle originali ed è trasmessa con una videosigla montata per l'occasione. Essa è stata commercializzata all'interno dell'album Anime Songs pubblicato nel 2014 da Yamato Video.

### Film
Il 14 luglio 1984 è uscito, sotto forma di film d'animazione, il seguito dell'anime dal titolo The Kabocha Wine - Nita no aijō monogatari (Ｔｈｅ♥かぼちゃワイン ニタの愛情物語?). La durata è di 24 minuti e le sigle sono le stesse della serie. Il VHS è stato pubblicato il 15 dicembre seguente, mentre il DVD il 21 novembre 2012.
Il 26 ottobre 2007, wint ha pubblicato il DVD del film live-action intitolato The Kabocha Wine - Another (Ｔｈｅ♥かぼちゃワイン Ａｎｏｔｈｅｒ?), adattato dai omonimi volumi del manga. Diretto da Hitoshi Ishikawa, la durata è di 78 minuti e i protagonisti sono interpretati da Yoko Kumada (Natsumi) e Kousuke Yonehara (Shunsuke).

## Accoglienza
Il manga ha ricevuto il Kodansha Manga Award nella categoria shōnen nel 1983.
Un redattore di AnimeClick.it ha recensito il primo volume del manga, ritenendo che un solo volume fosse insufficiente per valutare appieno lo sviluppo della trama. Tuttavia, desiderò consigliare questo titolo a tutti gli appassionati di commedie degli anni Ottanta.